# Маловисковский район
Малови́сковский райо́н (укр. Маловисківський район) — упразднённая административная единица Кировоградской области Украины. Административный центр — город Малая Виска.

## История
Образован в 1923 году на территории бывших Мало-Висковской и Плетено-Ташлыцкой волостей Елисаветградского уезда и вошёл в состав Елисаветградского округа Одесской губернии. В сентябре 1930 года все округа в Украинской ССР были ликвидированы и Маловисковский район перешёл в прямое подчинение руководству республики. В 1931 году район был расформирован, его территория вошла в состав Великовисковского района.
В 1935 году район был восстановлен в составе Одесской области, на территории частей Великовисковского и Хмелевского районов. Указом Президиума Верховного Совета СССР от 10 января 1939 года Маловисковский район включён в состав образованной этим же указом Кировоградской области в составе Украинской ССР.
25 сентября 1958 года к Маловисковскому были присоединены Великовисковский, Ивано-Благодатненский и Марьяновский сельсоветы упразднённого Великовисковского района. В ходе административной реформы в Украинской ССР, в 1962 году территория района была укрупнена за счет присоединения частей упразднённых Новомиргородского и Хмелевского районов (при этом часть прежней территории района была передана в состав Новоукраинского района), однако уже в 1965—1966 годах реформа была свёрнута и большая часть присоединённой к району территории была возвращена в прежние границы.
17 июля 2020 года в результате административно-территориальной реформы район вошёл в состав Новоукраинского района, на его территории были сформированы Злынская, Марьяновская, Маловисковская и Смолинская территориальные общины.

## Состав района
На момент упразднения в состав района входили следующие населённые пункты:
- Маловисковский городской совет:
  - Малая Виска
  - Вишневое
  - Заповедное
  - Краснополка
- Смолинский поселковый совет:
  - Смолино
- Акимовский сельский совет:
  - Акимовка
  - Андреевка
  - Виноградное
  - Дорофеевка
  - Межевое
  - Мирополь
  - Новостановка
- Александровский сельский совет:
  - Александровка
  - Новониколаевка
  - Тарасовка
- Берёзовский сельский совет:
  - Березовка
  - Пятихатки
- Великовисковский сельский совет:
  - Великая Виска
- Злынский сельский совет:
  - Злынка
- Копанский сельский совет:
  - Гаевка
  - Копанки
  - Полоховка
- Лозоватский сельский совет:
  - Дымино
  - Лозоватка
- Мануйловский сельский совет:
  - Лутковка
  - Мануйловка
- Марьяновский сельский совет:
  - Алексеевка
  - Вись
  - Заречье
  - Ковалёвка
  - Марьяновка
  - Матусовка
  - Павловка
- Миролюбовский сельский совет:
  - Миролюбовка
  - Червоная Поляна
- Нововознесенский сельский совет:
  - Нововознесенка
  - Успеновка
- Новогригоровский сельский совет:
  - Новоалександровка
  - Новогригоровка
  - Новопетровка
- Оникеевский сельский совет:
  - Новокрасное
  - Новомихайловка
  - Новооникеево
  - Оникеево
  - Пасечное
- Палиевский сельский совет:
  - Весёлое
  - Палиевка
- Первомайский сельский совет:
  - Первомайское
- Плетеноташлыцкий сельский совет:
  - Первомайск
  - Плетеный Ташлык
  - Шевченково
- Рассоховатский сельский совет:
  - Рассоховатка
- Хмелевский сельский совет:
  - Запашка
  - Калаколово
  - Новопавловка
  - Хмелевое